# Universidad John Curtin
La Universidad John Curtin o simplemente Universidad Curtin (Curtin University) es una universidad pública fundada en 1966 en la ciudad de Perth, Australia Occidental. Con anterioridad a 2010, era conocida como Western Australian Institute of Technology (Instituto de Tecnología de Australia Occidental, sigla WAIT) y desde 1986 llevaba el nombre de Universidad de Tecnología Curtin. En 2019 contaba con más de 51.980 estudiantes de grado y posgrado.
John Curtin, personaje que le da nombre, fue antiguo primer ministro de Australia.

## Historia
La Universidad John Curtin es la segunda universidad en el tiempo de Australia Occidental, tras la creación en 1911 de la Universidad de Australia Occidental, Fue fundada en 1966 como Instituto de Tecnología de Australia Occidental (sigla WAIT), para en 1986 cambiar el nombre por el de Universidad de Tecnología Curtin.

## Facultades
Desde 2007, está dividida en 5 facultades (llamadas anteriormente divisions). Son : 
- Centro de estudios aborígenes

- Escuela de Negocios Curtin
  - Escuela de Contabilidad
  - Escuela de Derecho de los Negocios y de los Impuestos
  - Escuela de Economía y Finanzas
  - Escuela de Sistemas de Información
  - Escuela de Administración de empresas
  - Escuela de Marketing
  - Escuela de graduados de Negocios

- Facultad de ciencias de la Salud
  - Centro para la Salud Internacional
  - Escuela de Enfermería y Obstetricia
  - Escuela de Terapia Ocupacional y Trabajo Social
  - Escuela de Farmacia
  - Escuela de Fisioterapia
  - Escuela de Psicología y Patología de la Voz
  - Escuela de Salud Pública

- Facultad de Letras
  - Escuela de Letras
  - Escuela de Diseño y Arte
  - Escuela de Medios de comunicación, Cultura y Artes Creativas
  - Escuela de Educación
  - Escuela de Ciencias Sociales e Idiomas Asiáticos
  - Centro Curtin de Inglés
  - Centro para la Educación en Derechos Humanos

- Facultad de Ciencias e Ingeniería
  - Escuela de Ciencias
  - Escuela de Ingeniería Química y del Petróleo
  - Escuela de Ingeniería Civil y Mecánica
  - Escuela de Ingeniería Eléctrica y Computación
  - Escuela de Agricultura y Medio Ambiente (Instituto Muresk)
  - Escuela de Minas de Australia Occidental

## Antiguos alumnos
- James Angus (nacido en 1970), escultor australiano
- Cody Fern (Actor)